# Ліверін Олександр Миколайович
Олекса́ндр Микола́йович Ліве́рін (2 лютого 1970 — 21 червня 2015) — солдат Збройних сил України; учасник російсько-української війни.

## Короткий життєпис
Народився 1970 року в селі Булавинівка (Новопсковський район Луганської області). Закінчив сільськогосподарський технікум у селі Веселе Старобільського району, здобув професію агронома. Працював у своєму селі.
З 4 вересня 2014 року захищав Луганщину у складі Старобільської самооборони (яка потім перетворилася на «Старобільську роту» батальйону «Айдар»). Солдат, кулеметник 3-ї штурмової «старобільської роти» 24-го окремого штурмового батальйону ЗСУ «Айдар».
17 червня 2015 року зазнав важких осколкових поранень в голову під час мінометного обстрілу російськими збройними формуваннями терикону Золоте-4 (шахта «Родіна», Попаснянський район).
21 червня помер від поранень у лікарні Старобільська.
Після прощання у Старобільську похований 23 червня 2015 року в Булавинівці.

## Нагороди та вшанування
- В 2021 році був нагороджений орденом «За мужність» III ступеня (посмертно)[1]
- в Булавинівській ЗОШ відкрито меморіальну дошку Олександру Ліверіну[2]